# Ernest Claes

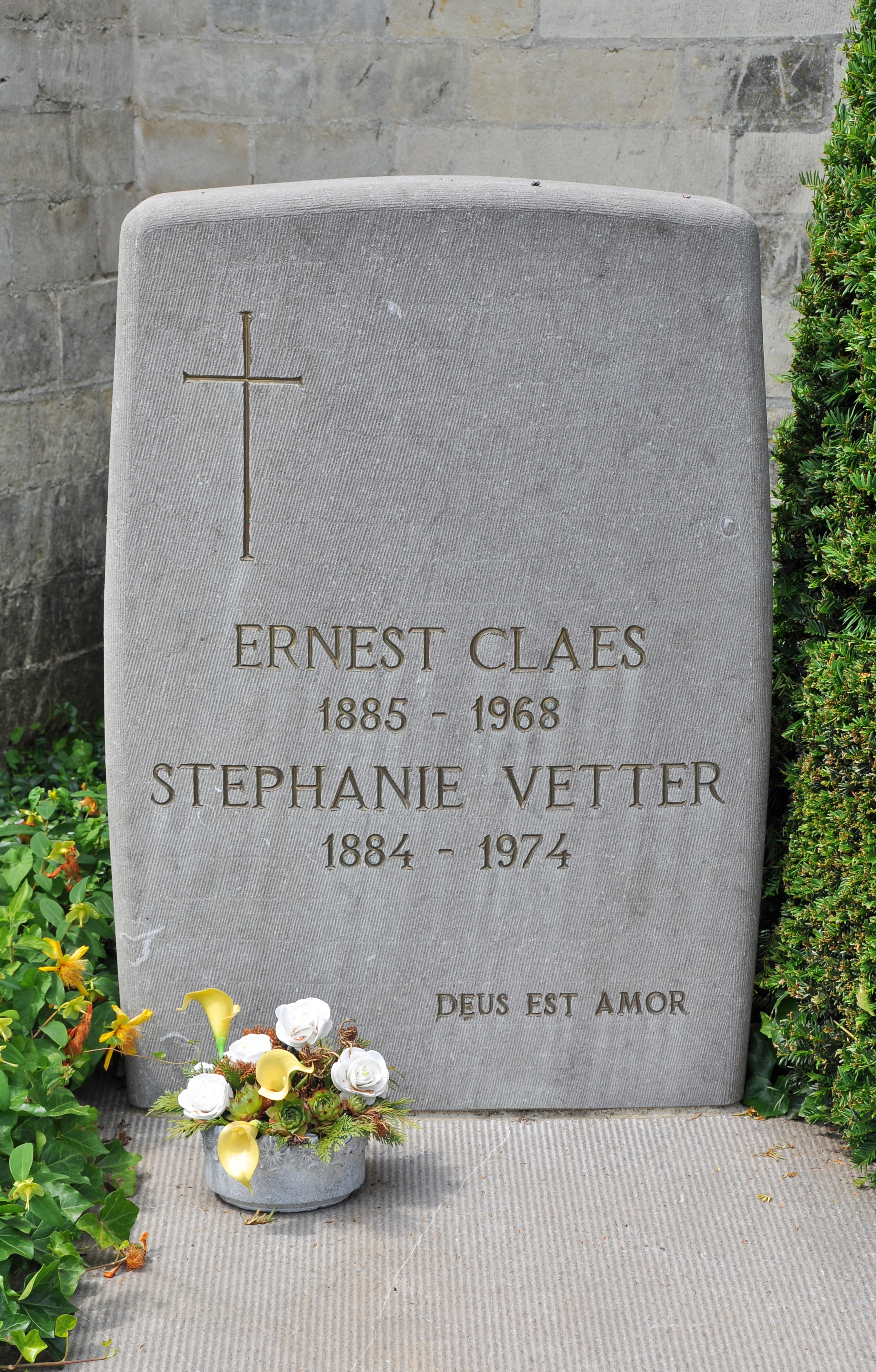
Hrob Ernesta Claese a jeho manželky

Andreas Ernestus Josephus Claes (24. října 1885, Zichem – 2. září 1968, Elsene) byl belgický, vlámský spisovatel. Některé své práce publikoval pod pseudonymem G. van Hasselt. Psal v nizozemštině, příležitostně též v němčině. Prosadil se autobiografickým románem De Witte (1920), který byl i dvakrát zfilmován – roku 1934 belgickým režisérem Janem Vanderheydenem a roku 1980 Robbem De Hertem. Politicky byl vlámským nacionalistou, podporoval Vlaams Nationaal Verbond, která byla po druhé světové válce obviňována z kolaborace s nacisty. Claes kvůli tomu strávil tři měsíce ve vězení. V anketě Belgičan Belgičanů, hledající největší osobnost belgických dějin, nicméně obsadil 7. místo.